# Einar Gerhardsens plass
Der Einar Gerhardsens plass  (deutsch Einar-Gerhardsen-Platz) ist ein Platz in der norwegischen Stadt Oslo. Am 22. Juli 2011 wurde auf dem Platz im Rahmen der Anschläge in Norwegen 2011 eine Autobombe gezündet. Acht Personen starben bei dem Anschlag, die umliegenden Regierungsgebäude wurden teils schwer beschädigt.

## Lage
Der Platz liegt im Stadtteil St. Hanshaugen. Er geht in das Osloer Regierungsviertel (Regjeringskvartalet) ein. Von Südwesten führt die Straße Grubbegata und von Südosten die Eva Kolstads gate auf den Platz zu. Etwas nordöstlich des Platzes befindet sich der Youngstorget.

## Geschichte
Im Jahr 1997 wurde der Platz nach dem Arbeiderpartiet-Politiker Einar Gerhardsen benannt. Gerhardsen war über 16 Jahre lang der Ministerpräsident (Statsminister) Norwegens. Am Einar Gerhardsens plass lagen lange Zeit die beiden Regierungsgebäude R4 und S-blokka (deutsch S-Block). Das Gebäude R4 war von 1985 bis 1988 erbaut worden und hatte neun oberirdische Etagen sowie zwei Kelleretagen. Dort untergebracht waren unter anderem das Erdöl- und Energieministerium sowie das Wirtschafts- und Handelsministerium. Der Gebäudeblock S-blokken war bereits 1978 fertiggestellt worden. Er wurde vom Arbeitsministerium sowie vom Ministerium für Gesundheit und Pflege bezogen. Gegenüber der Grubbegata liegt der 1958 fertiggestellte Høyblokken. Dieses Regierungsgebäude diente bis 2011 als Sitz der norwegischen Staatskanzlei (Statsministerens kontor).
Am 22. Juli 2011 platzierte der rechtsextreme Terrorist Anders Behring Breivik im Rahmen der Anschläge in Norwegen 2011 eine Autobombe auf dem Einar Gerhardsens plass. Bei dem Anschlag auf dem Platz wurden acht Menschen getötet und 30 Personen verletzt. Breivik setzte seinen Anschlag anschließend außerhalb von Oslo auf der Insel Utøya fort. Das R4-Gebäude sowie der S-blokken wurden bei der Explosion der Bombe stark beschädigt. Der Abriss des S-blokken dauerte von 2014 bis 2015 an, der des R4 von 2019 bis 2020. Nicht abgerissen wurde das dritte Regierungsgebäude am Platz, der Høyblokken.